# همفري كريبس
كان السير سيريل همفري كريبس، الحاصل على وسام دكتوراه (2 أكتوبر 1915 - 14 أبريل 2000)، رجل أعمال إنجليزي وفاعل خير.
تلقى همفري كريبس تعليمه في مدرسة نورثهامبتون للبنين، ودرس العلوم الطبيعية في كلية سانت جون، في كامبريدج. انضم إلى شركة العائلة، بيانوفورتي سابلايز ليمتد، التي أسسها والدهُ عام 1919 لتصنيع المكونات المعدنية للبيانو (نمت الشركة لتصبح موردًا رئيسيًا للتجهيزات المعدنية لقطاعات أخرى، وخاصة صناعة السيارات). أصبح كريبس مديرًا عامًا عام 1960، ورئيسًا لمجلس الإدارة عام 1979.
دفع تراجع صناعة السيارات البريطانية في عقد السبعينيات من القرن العشرين كريبس إلى تنويع مصالحهِ التجارية، فاستثمر في الخارج، ولعب دورًا رئيسيًا في إنشاء شركة فيلكرو للصناعة. وبهذهِ الوسائل، واصل توجيه الأموال إلى مؤسسة العائلة الخيرية. فشلت شركة بيانوفورتي سابلايز ليمتد (PSL)، صانعة الثروة، في التنويع بشكل كافٍ تحت إدارته. في حين تم شراء شركة هوارد كلايتون رايت في عام 1979 وأصبحت شركة بيانوفورتي سابلايز بلاستيكس، توقفت شركة PSL عن إنتاج أجزاء البيانو في عام 1980. وعلى الرغم من أن الشركة صنعت عددًا كبيرًا من الأجزاء لصناعات أخرى مثل صناعة الطيران والأجهزة المنزلية، إلا أن شركة PSL شهدت تراجعًا في عملها على مدى العقدين التاليين. في عام 1995، كان هناك 879 شخصًا يعملون. وبحلول عام 2000 انخفض هذا العدد إلى 598 شخصاً وبحلول عام 2009، إلى 89. لقد تم اتخاذ قرار بإغلاق المصنع في عام 2010.
مؤسسة كريبس هي منظمة خيرية أسستها عائلة كريبس عام 1956، وقدمت تبرعات سخية للجامعات والكليات والمدارس والكنائس والمستشفيات والمتاحف. استفادت العديد من كليات كامبريدج من هذا الكرم، بالإضافة إلى متحف فيتزويليام. سُميت قاعات السكن الجامعي في كلية سانت جون، وكلية ماجدالين، وكلية سيلوين، وكلية كوينز، وجامعة نوتنغهام باسم عائلة كريبس. كما استفادت مدرسته السابقة من هذا الكرم. وقد أُتيح بناء العديد من المرافق بفضل تبرعاته السخية.
نال كريبس، وقبله والده سيريل، تقديرًا عامًا: فقد مُنح كلاهما لقب فارس، وبعد سنوات طويلة من الخدمة في مجلس مقاطعة نورثهامبتونشاير، أصبح كريبس قائدًا للشرطة، ثم نائبًا لملازم المقاطعة.
كان كريبس أيضًا جامع طوابع مشهور. في عام 2011، بدأت شركة سبينك آند صن للمزادات في لندن سلسلة من مبيعات ما يُعرف بمجموعة تشارتويل، والتي امتدت لتشمل ٨٤ ألبومًا لطوابع البريد. وتضمنت الجلسات الأولى طوابع نادرة من القرن التاسع عشر لبريطانيا العظمى وموريشيوس، بعضها حقق أسعارًا قياسية عالمية جديدة، مثل طابع "مكتب بريد موريشيوس" الأزرق من فئة البنسين، والذي بيع بأكثر من مليون جنيه إسترليني.